# Trifurcula zollikofferiela
Trifurcula zollikofferiela là một loài bướm đêm thuộc họ Nepticulidae. Nó được miêu tả bởi Chrétien năm 1914. Nó được tìm thấy ở Algérie.
Ấu trùng ăn Launea nudicaulis.